# اوا د دومینیسی
اِوا دِ دومینیسی (اسپانیایی: Eva De Dominici‎؛ زادهٔ ۲۱ آوریل ۱۹۹۵) بازیگر، مدل و خواننده اهل آرژانتین است. وی از سال ۲۰۰۵ میلادی تاکنون مشغول فعالیت بوده‌است.
از فیلم‌ها یا مجموعه‌های تلویزیونی که وی در آن‌ها نقش داشته‌است، می‌توان به هاوایی فایو-زیرو و گناه کیهانی اشاره نمود.